# Estación de Tojal
La Estación Ferroviaria de Tojal es una estación cerrada de la Línea de Évora, que servía a la localidad de Monte do Tojal, en el ayuntamiento de Évora, en Portugal.

## Historia

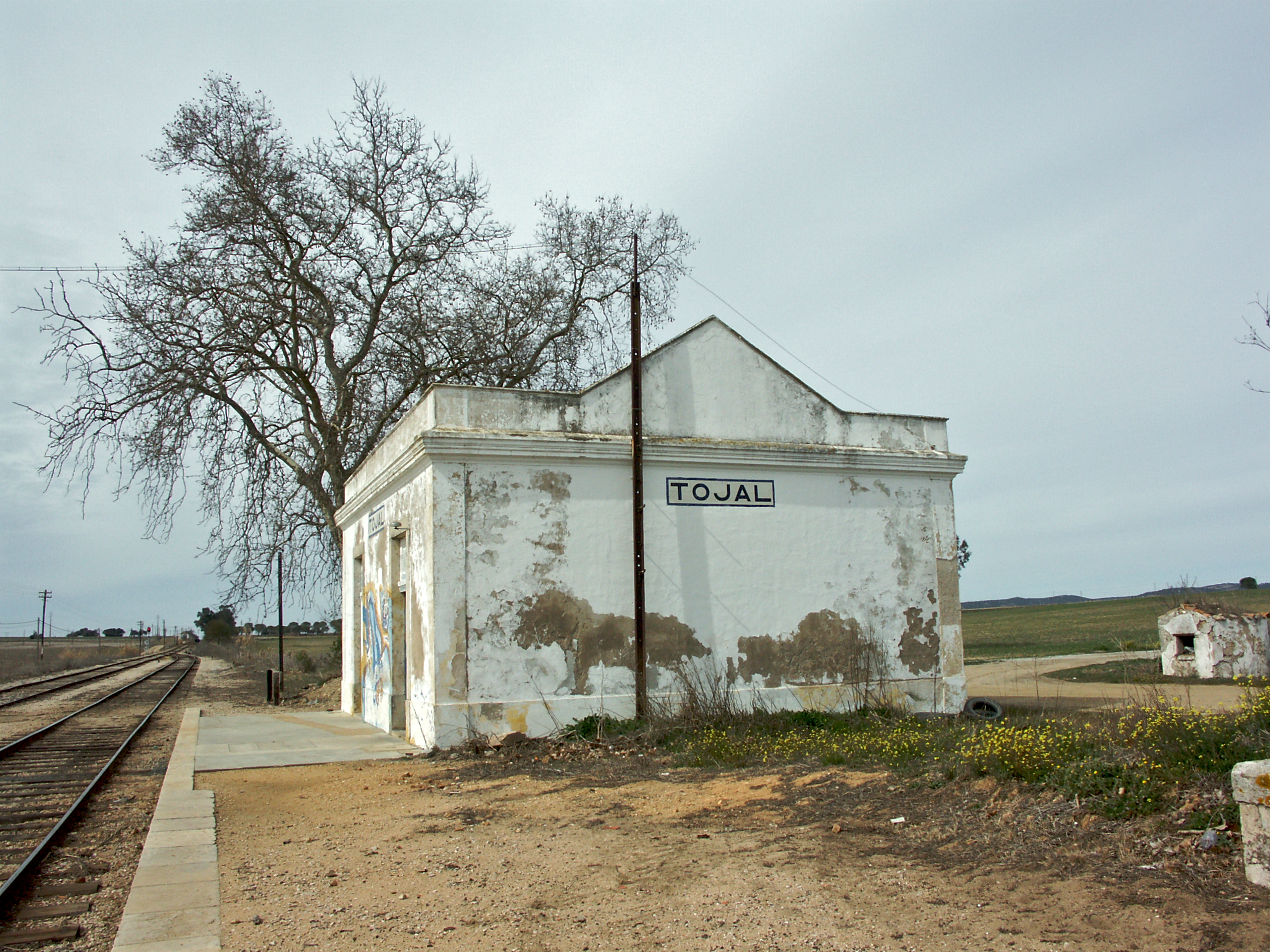
Estación de Tojal en 2005, antes de su desactivación.

Esta plataforma se encuentra en el tramo de la Línea de Évora entre Casa Branca y Évora, que abrió a la explotación el 14 de septiembre de 1863.